# José Antonio López

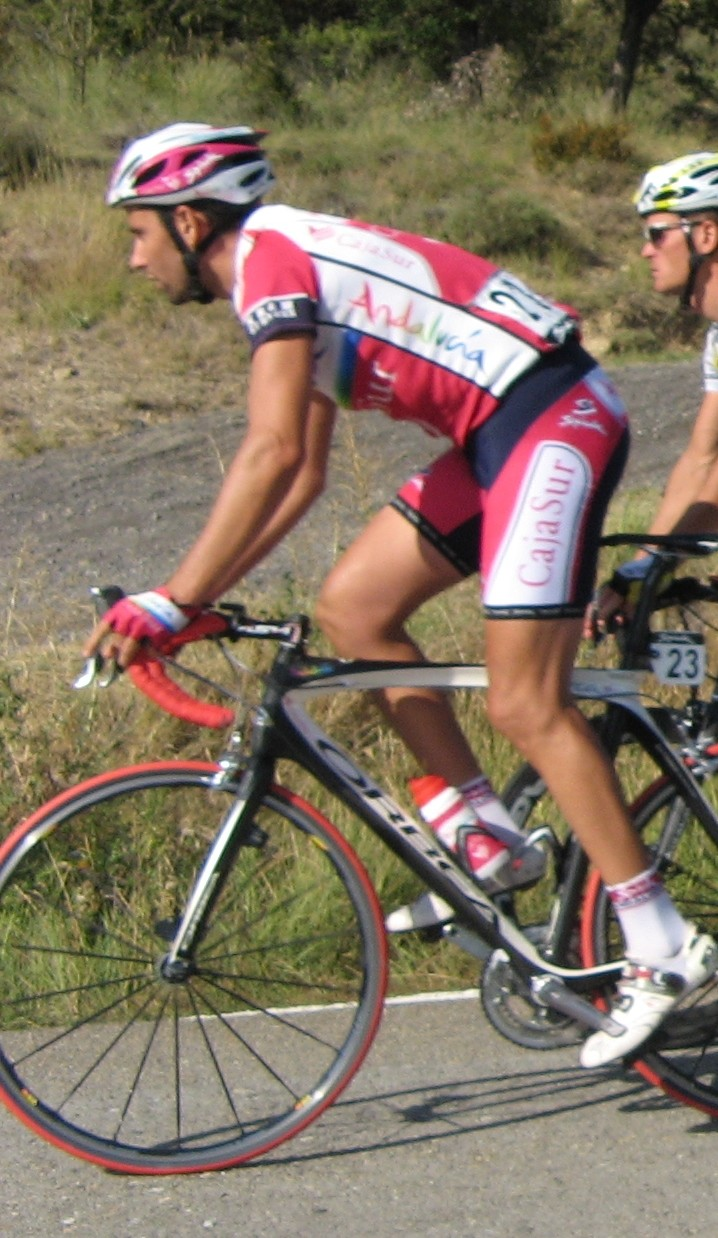
José Antonio López bei der Vuelta a España 2008

José Antonio López Gil (* 11. Juli 1976 in San Pedro de Alcántara) ist ein ehemaliger spanischer Radrennfahrer.
José Antonio López begann seine Karriere 2003 bei dem spanischen Radsportteam Ibanesto.com. In seinem ersten Jahr dort gewann er eine Etappe bei der Vuelta a Cuba und 2004 wurde er Zweiter beim Memorial Manuel Galera. 2005 wechselte López zu Kaiku, wo er Vierter des Clásica de Almería wurde. Von 2007 bis 2009 fuhr er für das spanische Professional Continental Team Andalucía-Cajasur. 

## Erfolge
2003
- Etappensieg Vuelta a Cuba

2008
- Etappensieg Ruta del Sol

## Teams
- 2003 Ibanesto.com
- 2004 Illes Balears-Banesto
- 2005 Kaiku
- 2006 Kaiku
- 2007 Andalucía-Cajasur
- 2008 Andalucía-Cajasur
- 2009 Andalucía-Cajasur